# منتخب فرنسا للكرة اللينة للسيدات
منتخب فرنسا للكرة اللينة للسيدات (بالفرنسية: Équipe de France de softball féminin)‏ هو ممثل فرنسا الرسمي في المنافسات الدولية في كرة لينة للسيدات
.